# Batoș (gmina)
Batoș – gmina w Rumunii, w okręgu Marusza. Obejmuje miejscowości Batoș, Dedrad, Goreni i Uila. W 2011 roku liczyła 3926 mieszkańców.